# 바이샬리

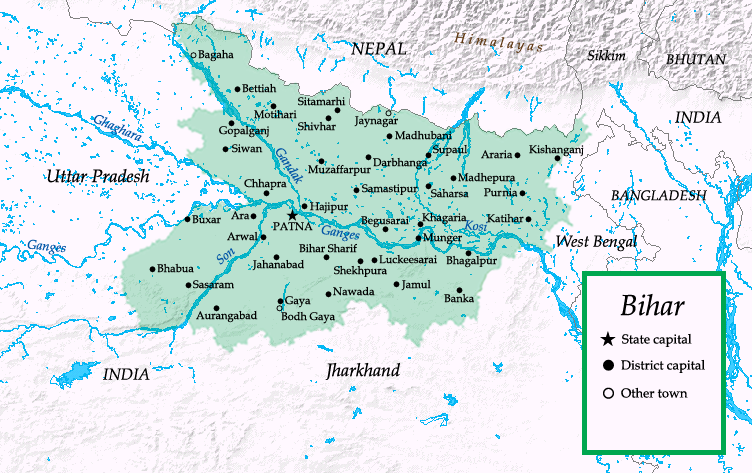
인도 비하르 주의 지도

바이샬리(힌디어: वैशाली), 베살리(Vesali: 팔리어) 또는 비사리(毗舍離)는 인도 비하르 주에 있는 고대 도시로, 십육대국 시기 리차비족과 밧지 연맹의 수도였다. 고타마 붓다의 시대에 베살리는 매우 부유하고 번영하여 사람들로 붐비며 음식이 풍요한 도시였다. 그곳에는 7707가지의 놀이터와 그만큼의 연꽃 연못이 있었다. 석가모니의 제자가 되는 고급 창부 암바팔리는 그녀의 미모로 유명하였고 도시를 부유하게 하는데 크게 도움을 주었다. 도시는 세 개의 벽이 있었는데 각각의 담에는 문들과 감시탑이 있었다. 붓다고사는 베살리가 넓었기 때문에 그렇게 불렸다고 한다. 불교 8대 성지 중 하나기도 하다.

## 어원
바이샬리의 이름은 마하바라타 시대의 비샬(Vishal)이라는 왕의 이름으로부터 따왔다.

## 역사

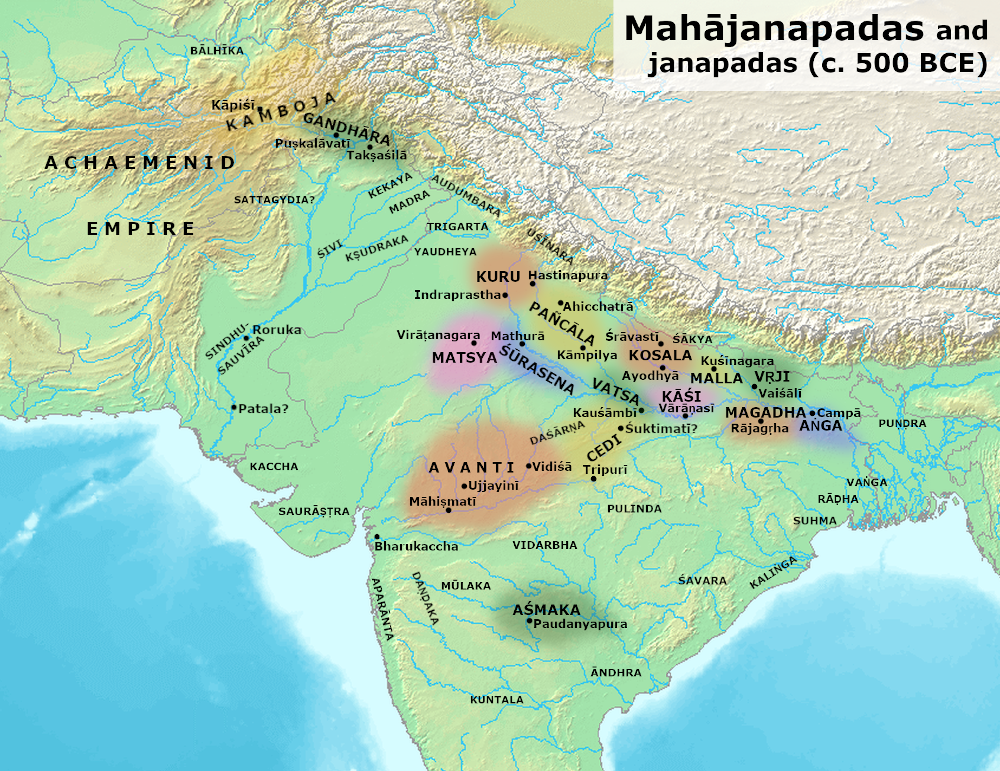
16대국 시절의 밧지(혹은 브릿지). 기원전 600년.

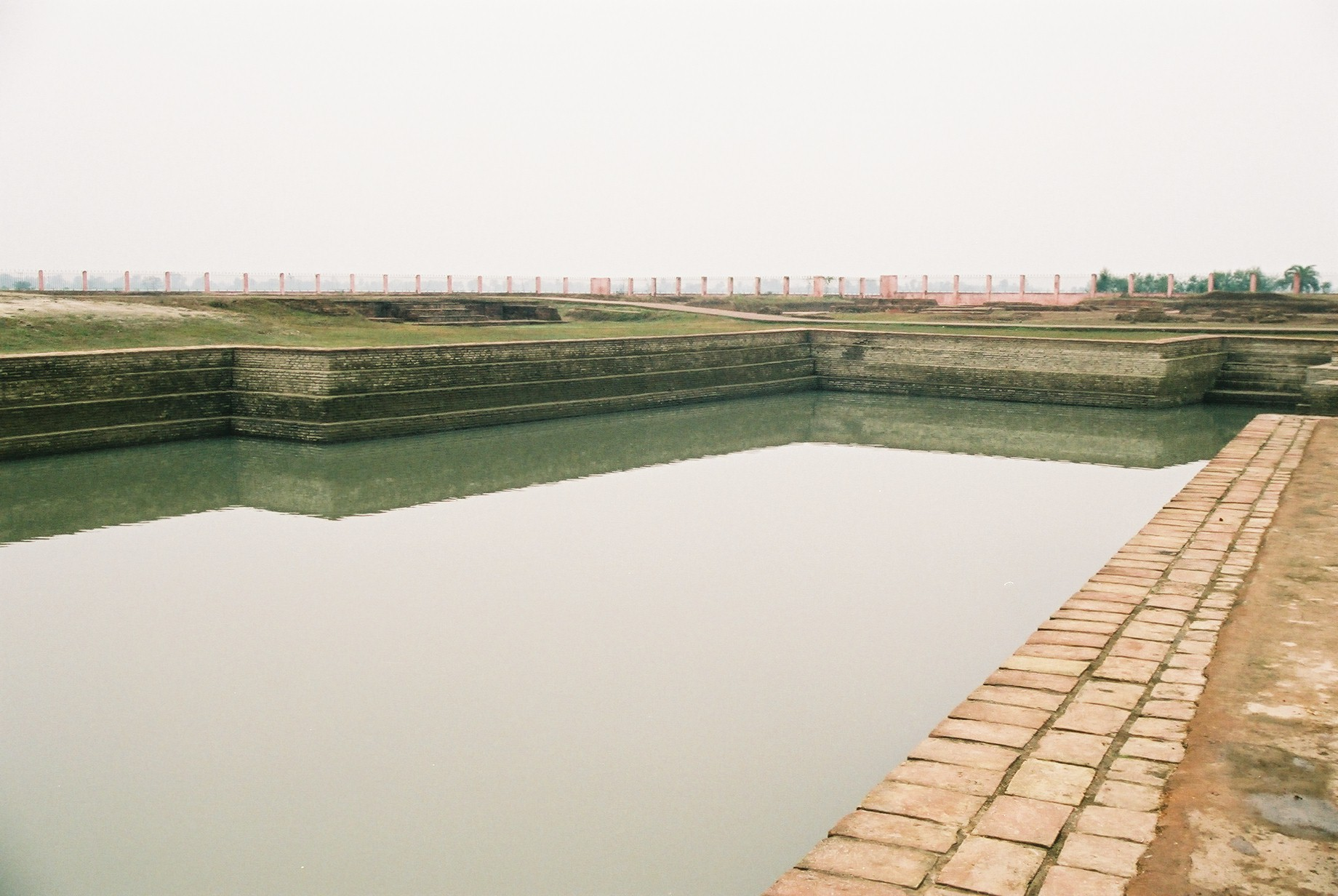
아비셰크 푸쉬카리니(즉위의 연못), 바이샬리에 위치한 석가모니 부처 렐릭 스투파 옆에 있다.

불교와 자이나교의 출현 이전에 바이샬리는 리차비 공화국의 수도였다. 그 시기에 바이샬리는 고대 대도시였으며, 현재의 인도 비하르주의 히말라야 - 갠지스강 지역의 대부분을 차지하고 있었다. 그러나, 바이샬리의 초기 역사에 대해서는 거의 알려져 있지 않다. 비슈누 푸라나는 바이샬리를 다스렸다는 34명의 왕을 기록하였는데, 바이샬리의 초대 국왕 나바가(Nabhaga)는 인권의 문제로 자신의 왕위를 내놓고 "나는 이제 땅을 자유롭게 경작하는 사람이 되었소. 내 땅을 다스리는 진정한 왕이 되었소."라고 선언했다고 여겨지고 있다. 34명 중 마지막은 힌두교의 신 라마 왕자의 아버지인 다사라타(Dasaratha)의 동기로 여겨지는 스마티(Sumati)였다.
바이샬리는 불전문학 뿐 아니라 많은 민담에 등장하는 유명한 유녀 암바팔리가 활약했던 땅으로도 유명하다. 암바팔리는 석가모니 부처의 제자가 되었다. 마누데프는 바이샬리의 밧지 연맹을 이루고 있는 저명한 리차비 가문의 유명한 수장이었는데, 그는 바이샬리에서 그녀의 춤 공연을 본 후 암바팔리를 소유하기를 원했다. 암바팔리는 이를 거절하고 석가모니 부처에게 귀의하였고, 자신이 소유하고 있던 암라수(망고) 정원을 기증하여 석가모니 부처와 그에게 귀의한 비구니 즉 여승들을 위한 사원으로 삼았다.
1킬로미터 떨어진 곳에는 아비셰크 푸쉬카리니(Abishek Pushkarini, 즉위의 연못)라는 인공 호수가 있는데 바이샬리의 왕들이 대관식을 거행하던 곳으로, 호수의 물을 바이샬리의 지도자로 새로 선출된 자의 머리에 부었다고 한다. 호수 인근에는 일본의 법화종 계열의 불교 종파인 닛폰잔 묘호지 대승가(日本山妙法寺大僧伽)가 지은 일본식 불교 사찰과 비슈와 샨티 스투파(세계평화탑)가 서 있다. 바이샬리에서 발견된 석가모니 부처의 유물의 작은 부분이 스투파의 기단과 차트라에 안치되어 있다.
아비셰크 푸쉬카리니 근처에는 1호탑과 또는 렐릭 스투파(Relic Stupa)가 있다. 이곳에 리차비인들은 석가모니 부처의 열반 이후에 받은 유품 여덟 부분 중 한 부분을 경건하게 모셨다. 석가모니 부처는 입멸 석 달 전에 바이샬리에서 마지막 하안거를 보내고, 어느 날 탁발을 하고 돌아오는 언덕에서 그를 모시던 제자 아난다(아난존자)에게 "아름다운 바이샬리를 보는 것도 오늘이 마지막이 될 것이다." 그가 바이샬리를 떠나 쿠시나가르로 향했을 때, 리차비인들은 그를 따라 쿠시나가르로 가려 했다. 석가모니 부처는 그들에게 자신이 가진 발우를 주며 돌려보냈지만 그들은 거절하며 석가모니 부처를 따르려 했고, 이에 석가모니 부처는 신통력으로 기슭이 깊게 파이고 물살이 굉장히 빠른 강의 환상을 만들어내서 자신을 따라 오려는 리차비인들을 돌려보냈다고 한다. 이 장소는 아소카 대왕이 나중에 탑을 세운 오늘날 케살리야 마을의 데오라와 동일시할 수 있다. 석가모니 부처가 가장 아끼는 제자였던 아난다(아난존자)는 바이샬리 외곽의 갠지스강 한가운데서 열반에 들었다.
석가모니 부처가 열반에 들고 백 년이 지나서 이곳 바이샬리에서 제2차 불경 결집이 이루어졌는데, 당시 바이샬리의 불교 교단과 재가신자들 사이에서 이루어지던 열 가지 관습들을 불교의 계율상 정법(관행)으로써 인정할 것인가 비법(불법)으로써 금지해야 할 것인가를 놓고 승도들이 여덟 명의 대표자를 뽑아 진행한 회의에서 해당 관행들을 인용하느냐 금지하느냐에 대한 해석의 차이로 인해 불교는 상좌부 불교와 대중부 불교(대승불교)로 나뉘게 되었다(근본분열).

## 바이샬리의 석가모니 부처

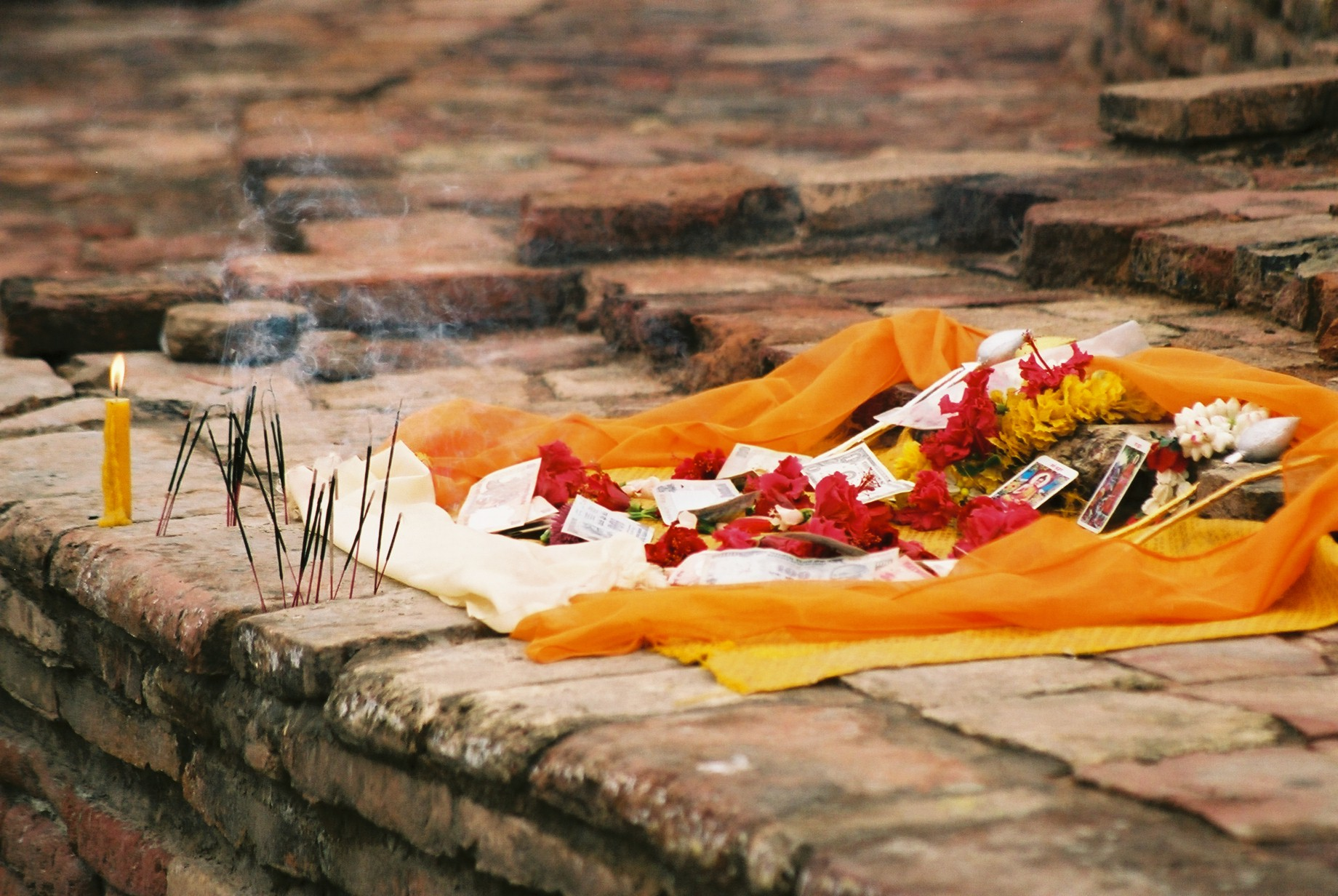
바이샬리의 비하라 강변에 위치한 불교 사원

석가모니 부처의 시대, 바이샬리는 널리 상업도시로 알려져 있었고, 불경 및 불전문학에서 자주 등장하고 있다. 바이샬리는 석가모니 부처와 인연이 깊은 지역으로 알려져 있다. 깨달음을 얻기 위해 카필라바스투를 떠나 출가한 뒤 가장 먼저 바이샬리에 와서 우드라카 라마푸트라와 알라라 칼라마의 문하에서 수행하였던 적이 있으며, 깨달음을 얻은 뒤에도 바이샬리를 자주 방문했다.
특히 석가모니는 당시 바이샬리에서 이루어지던 민주주의적 방식을 참고해 자신의 교단(상가)을 조직했다. 불교 교단을 의미하는 '상가'(僧伽)라는 단어는 원래 이 지역에서 발생한 상공업자들의 동업조합(길드)이나 공화제를 의미하는 단어였으며, 그 조직을 불교 교단 측이 채용하면서 이름 역시 따온 것이었다.
또한 그가 상가를 세우고 이모이자 양어머니인 마하프라자바티의 출가를 받아들인 곳도 이곳 바이샬리에서였으며, 석가모니 부처는 입멸 석 달 전에 바이샬리에서 마지막 하안거를 보내고, 어느 날 탁발을 하고 돌아오는 언덕에서 그를 모시던 제자 아난다(아난존자)에게 "아름다운 바이샬리를 보는 것도 오늘이 마지막이 될 것이다."라는 말로 자신의 열반을 예고하였다. 쿠시나가라로 떠나기 전, 석가모니 부처는 바이샬리 사람들과 함께 이곳에 자신의 발우를 남겼다고 한다.

## 바이샬리의 자이나교
스베탐바라스 주에는 자이나교의 마지막 티르탕카라인 마하비라가 싯다르타 왕과 트리실라 왕후의 치세에 바이샬리의 크샤트리아쿤드 구역에서 태어나고 자랐다고 명시되어 있다. 바이샬리는 칸다라마스카와 파티카푸타의 거주지였다.

## 바이샬리의 불교 유적지

### 1호탑(렐릭 스투파)
아비셰크 푸쉬카리니 근처에는 1호탑과 또는 렐릭 스투파(Relic Stupa)가 있다. 이곳에 리차비인들은 석가모니 부처의 열반 이후에 받은 유품 여덟 부분 중 한 부분을 경건하게 모셨다. 석가모니 부처는 입멸 석 달 전에 바이샬리에서 마지막 하안거를 보내고, 어느 날 탁발을 하고 돌아오는 언덕에서 그를 모시던 제자 아난다(아난존자)에게 "아름다운 바이샬리를 보는 것도 오늘이 마지막이 될 것이다." 그가 바이샬리를 떠나 쿠시나가르로 향했을 때, 리차비인들은 그를 따라 쿠시나가르로 가려 했다. 석가모니 부처는 그들에게 자신이 가진 발우를 주며 돌려보냈지만 그들은 거절했고, 이에 석가모니 부처는 신통력으로 강의 환상을 만들어내서 자신을 따라 오려는 리차비인들을 돌려보냈다고 한다. 이 장소는 아소카 대왕이 나중에 탑을 세운 오늘날 케살리야 마을의 데오라와 동일시할 수 있다. 석가모니 부처가 가장 아끼는 제자였던 아난다(아난존자)는 바이샬리 외곽의 갠지스강 한가운데서 열반에 들었다.

### 쿠타가라살라 비하라(Kutagarasala Vihara)
쿠타가라살라 비하라(Kutagarsala Vihara)는 석가모니 부처가 바이샬리를 방문하는 동안 가장 자주 머물렀던 사원이다. 1호탑에서 3km 떨어진 곳에 위치해 있으며, 보존 상태가 좋은 아소카의 기둥(아마도 현존하는 가장 완전한 형태의 아소카의 기둥으로 보인다)과 고대 연못을 발견할 수 있다. 당의 승려 현장(玄奘, 602 ~ 664)의 《대당서역기》에도 언급되는 바이샬리의 아소카 왕의 기둥의 머릿장식으로 세워진 사자 조각은 석가모니가 열반에 든 곳인 쿠시나가르 방향을 향하고 있다.

### 아비셰크 푸쉬카리니(즉위의 연못)
1킬로미터 떨어진 곳에는 아비셰크 푸쉬카리니(Abishek Pushkarini, 즉위의 연못)라는 인공 호수가 있는데 바이샬리의 왕들이 대관식을 거행하던 곳으로, 호수의 물을 바이샬리의 지도자로 새로 선출된 자의 머리에 부었다고 한다.

### 세계평화탑
아비셰크 푸쉬카리니 인근에는 일본의 법화종 계열의 불교 종파인 닛폰잔 묘호지 대승가가 지은 일본식 불교 사찰과 비슈와 샨티 스투파(세계평화탑)가 서 있다. 바이샬리에서 발견된 석가모니 부처의 유물의 작은 부분이 스투파의 기단과 차트라에 안치되어 있다.
바이샬리 박물관은 1971년 고대 바이샬리 유적지에서 발견된 유물을 보관하고 전시하기 위한 인도의 고고학적 조사를 통해 설립되었다.

## 최근의 개발
2019년 2월 비하르 니티시 쿠마르(Bihar Nitish Kumar) 부장관이 부처님 삼야크 다르샨 박물관과 기념 스투파(Memorial Stupa)의 초석을 세워 석가모니 부처의 유물을 보관하였다.

## 같이 보기
- 미틸라
- 아소카의 기둥